# Glasmuseum Mariahilf

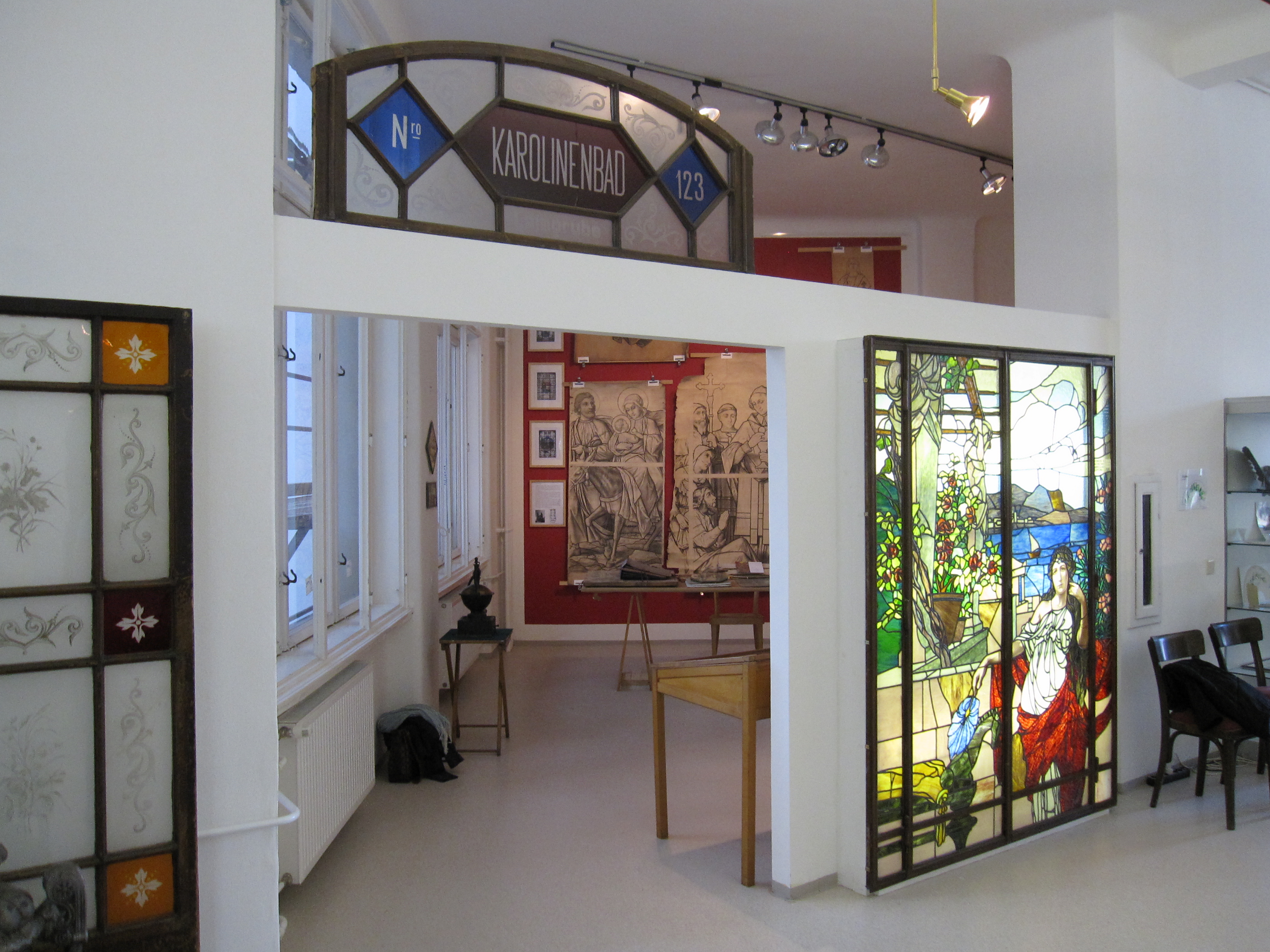
Glasmuseum Mariahilf

Das Glasmuseum Mariahilf ist ein Museum im 6. Wiener Gemeindebezirk Mariahilf.
Das im Oktober 2008 eröffnete Museum befindet sich im Bezirksmuseum Mariahilf. Als erstes Museum für Glasmalerei in Österreich beinhaltet es eine Sammlung und ein Archiv für Glasmalerei und Glasergewerbe in Wien mit Augenmerk auf Glasmalerei, Kunstverglasungen und veredeltem Flachglas. 
Einen Schwerpunkt bilden die ehemaligen Werkstätten im 6. Bezirk, wie die Glasmalerei Carl Geyling’s Erben und die Filiale der Tiroler Glasmalerei, aber auch die Mollardschule und viele kleinere Betriebe, die in Vergessenheit gerieten. Von den genannten Institutionen stammen die meisten Leihgaben. Gezeigt werden unter anderem Originale, Fotografien, Urkunden, Skizzen, Kartons oder Werkzeug, welche die Produktion und Verwendung sowie die kunsthistorische Bedeutung von Glasmalerei verdeutlichen. 
Geplant sind neben der Dauerpräsentation zur Herstellung und Technik von Glasmalerei jährliche Sonderausstellungen, Vorträge und Exkursionen in eine traditionsreiche Glasmalereiwerkstatt.